# James Stagg
James Martin Stagg, CB, OBE, FRSE (30. června 1900 Dalkeith – 23. června 1975) byl meteorologem britského Královského letectva, který je znám především tím, že za druhé světové války přesvědčil generála Eisenhowera odložit datum spojeneckého vylodění v Normandii z 5. na 6. června 1944.

## Životopis
Stagg se narodil v Dalkeithu ve Skotsku Alexandru a Ellen Staggovým. V roce 1924 začal působit jako asistent v britské Meteorological Office a v roce 1939 byl vedoucím meteorologické observatoře v Kew Gardens.
V roce 1940 se oženil s Elizabeth Nancy Kidner, s níž měl dva syny, Petera Kidner Stagga (1941) a Alexandra Martina Stagga (1944).
V roce 1943 mu byla udělena hodnost Group Captain v Royal Air Force Volunteer Reserve a byl jmenován hlavním meteorologickým důstojníkem pro operaci Overlord. Stagg byl služebně starším štábním meteorologem, zpracovávajícím vstupy tří nezávislých meteorologických týmů spadajících pod Royal Navy, Meteorological Office a USAAF. Podrobné detaily předpovědí a událostí s nimi spojených jsou předmětem rozporů v popisech publikovaných jednotlivými účastníky, včetně samotného Stagga.
Později až do roku 1960 pracoval jako ředitel služeb britské Meteorological Office.
Za své neocenitelné služby během plánování dne D byl v roce 1945 jmenován důstojníkem americké Legion of Merit a současně důstojníkem Řádu britského impéria.
K Novému roku 1954 byl jmenován příslušníkem (Companion) Řádu lázně. V roce 1951 byl zvolen členem Royal Society of Edinburgh a v roce 1959 presidentem Royal Meteorological Society.
V roce 1962 byl ztvárněn Patrickem Barrem ve filmu Nejdelší den a roku 2014 Davidem Haigem v jeho hře Pressure, v jejíž filmové adaptaci bude ztvárněn Andrewem Scottem.